# Nanobubon strictum
Nanobubon strictum är en växtart i släktet Nanobubon och familjen flockblommiga växter.
Arten är en perenn ört som förekommer i Sydafrika. Den beskrevs först som Ferula stricta av Kurt Sprengel 1820, och fick sitt nu gällande namn av Anthony R. Magee 2008.